# Kieler Weihnachtsmarkt

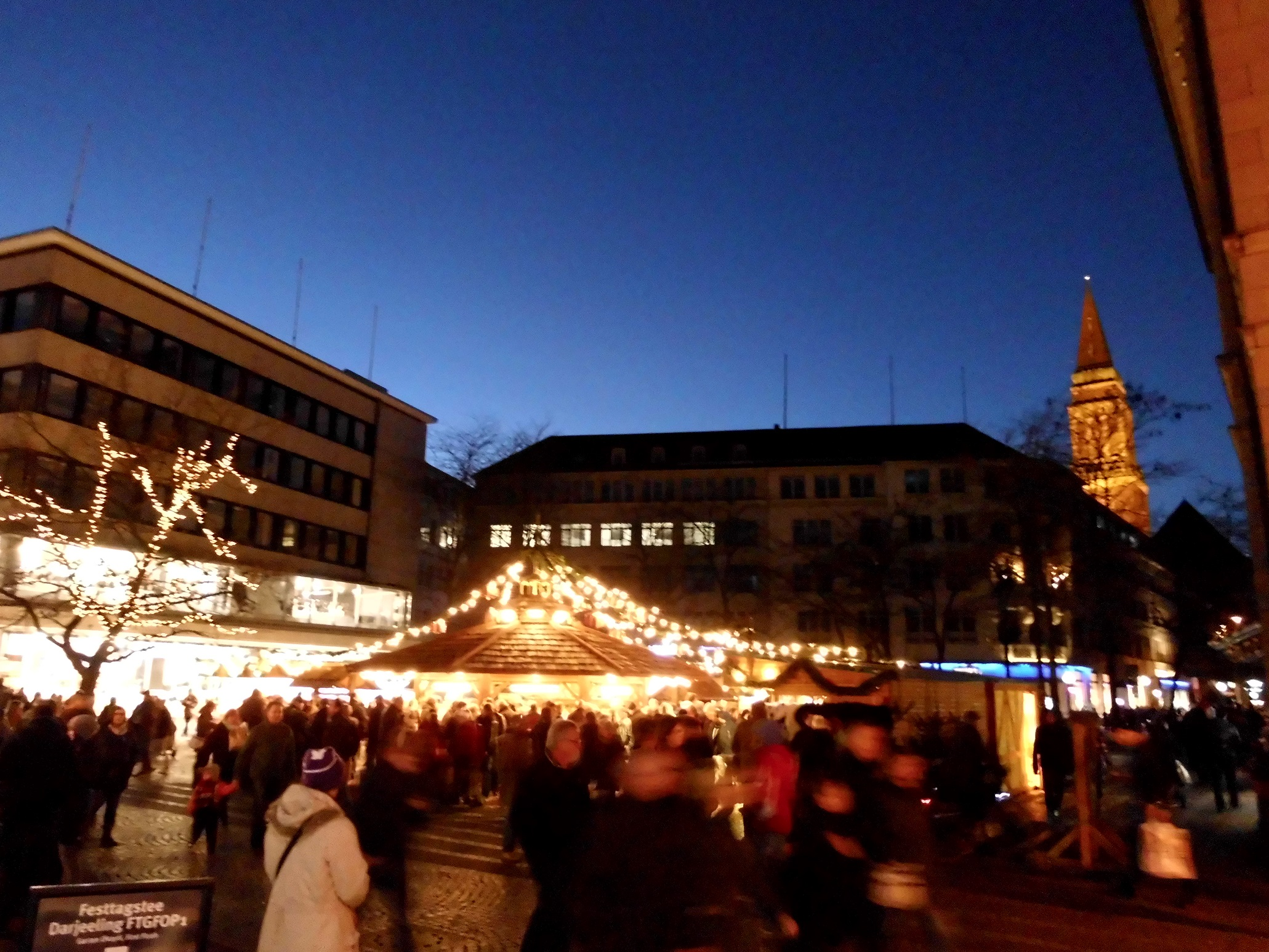
Weihnachtsmarkt auf dem Asmus-Bremer-Platz, 2014

Der Kieler Weihnachtsmarkt findet traditionell in der Adventszeit in der Kieler Innenstadt statt. Auf dem Holstenplatz
⊙ und dem Asmus Bremer-Platz ⊙ werden diverse Leckereien ebenso wie weihnachtliche Handwerks- und Dekorationsartikel angeboten.

## Geschichte
Der Kieler Weihnachtsmarkt fand zum ersten Mal 1973 statt. Im Jahr zuvor wurden in Kiel die Segelwettbewerbe der Olympischen Sommerspiele 1972 ausgetragen, wodurch die Infrastruktur der Stadt einen starken Auftrieb erhielt, der teilweise bis in die heutige Zeit zu spüren ist.

## Weihnachtsmarkt 2023
Der Weihnachtsmarkt findet in der Zeit vom 27. November bis zum 23. Dezember 2023 statt.

## Die Kieler Weihnachtsbecher
An mehreren Verkaufsständen werden unter anderem auch verschiedene Heißgetränke wie Punsch (mit oder ohne Alkohol) ausgeschenkt. Da sich einfache Papp- oder Plastikbecher für solche Getränke nicht gut eignen, wurden 1991 versuchsweise Keramikbecher von der Stadtverwaltung Kiel angeschafft.

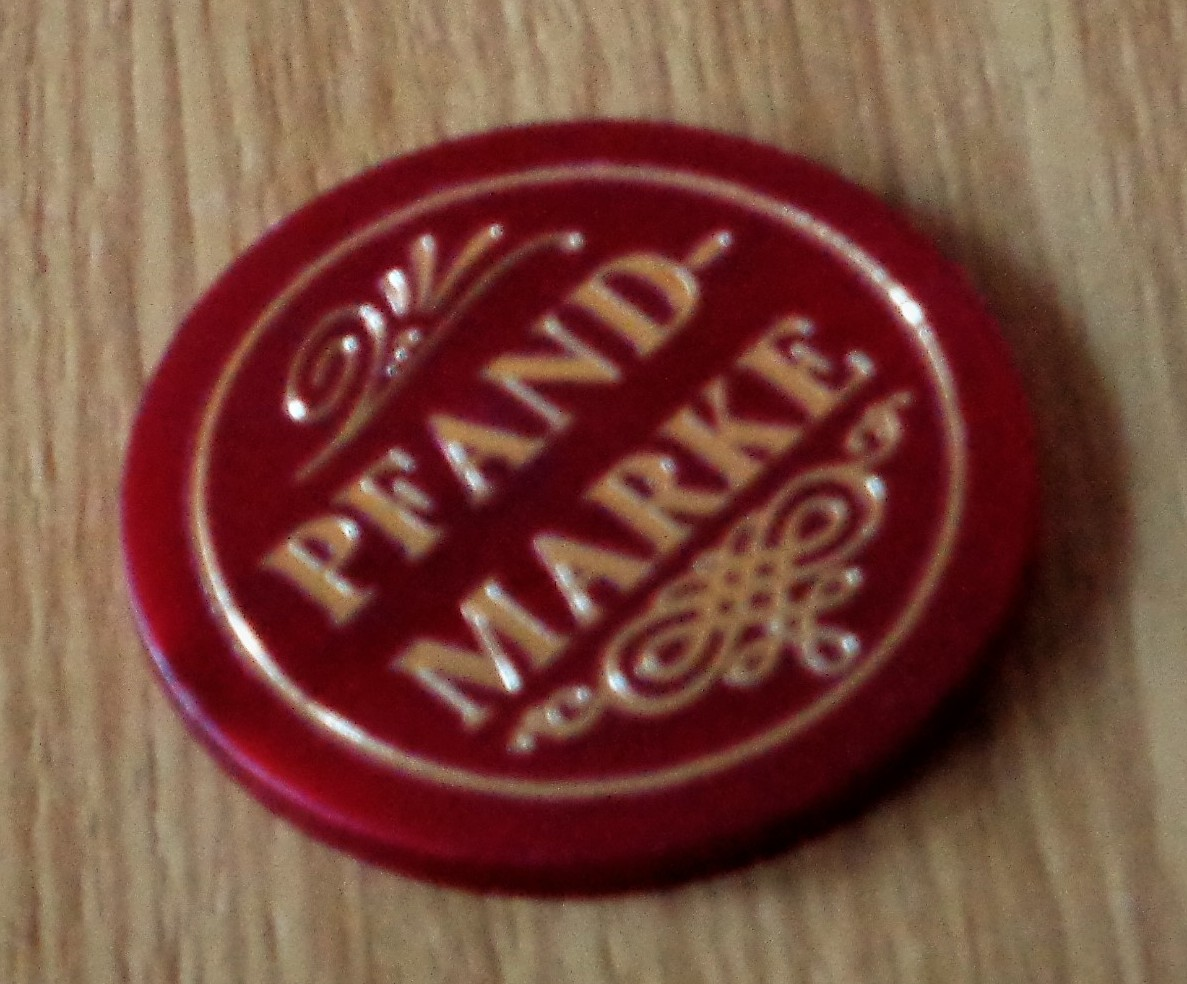
Pfandmarke

Dazu wurde eine mobile Geschirrwaschanlage aufgestellt, mit deren Hilfe man die Becher unter hygienischen Bedingungen reinigen konnte. Diese Becher, die zunächst in einer kleinen Auflage bereitgestellt wurden, erlangten bei den Besuchern des Weihnachtsmarktes schnell einen Kultstatus, sodass man in den Folgejahren dazu überging, die Becher gegen ein Pfandgeld herauszugeben. Seitdem erhalten Kunden beim Kauf eines Heißgetränkes eine Pfandmarke, um bei der Rückgabe des geleerten Bechers den Pfandbetrag (Stand 2017: zwei Euro) erstattet zu bekommen.

### Bechermotive

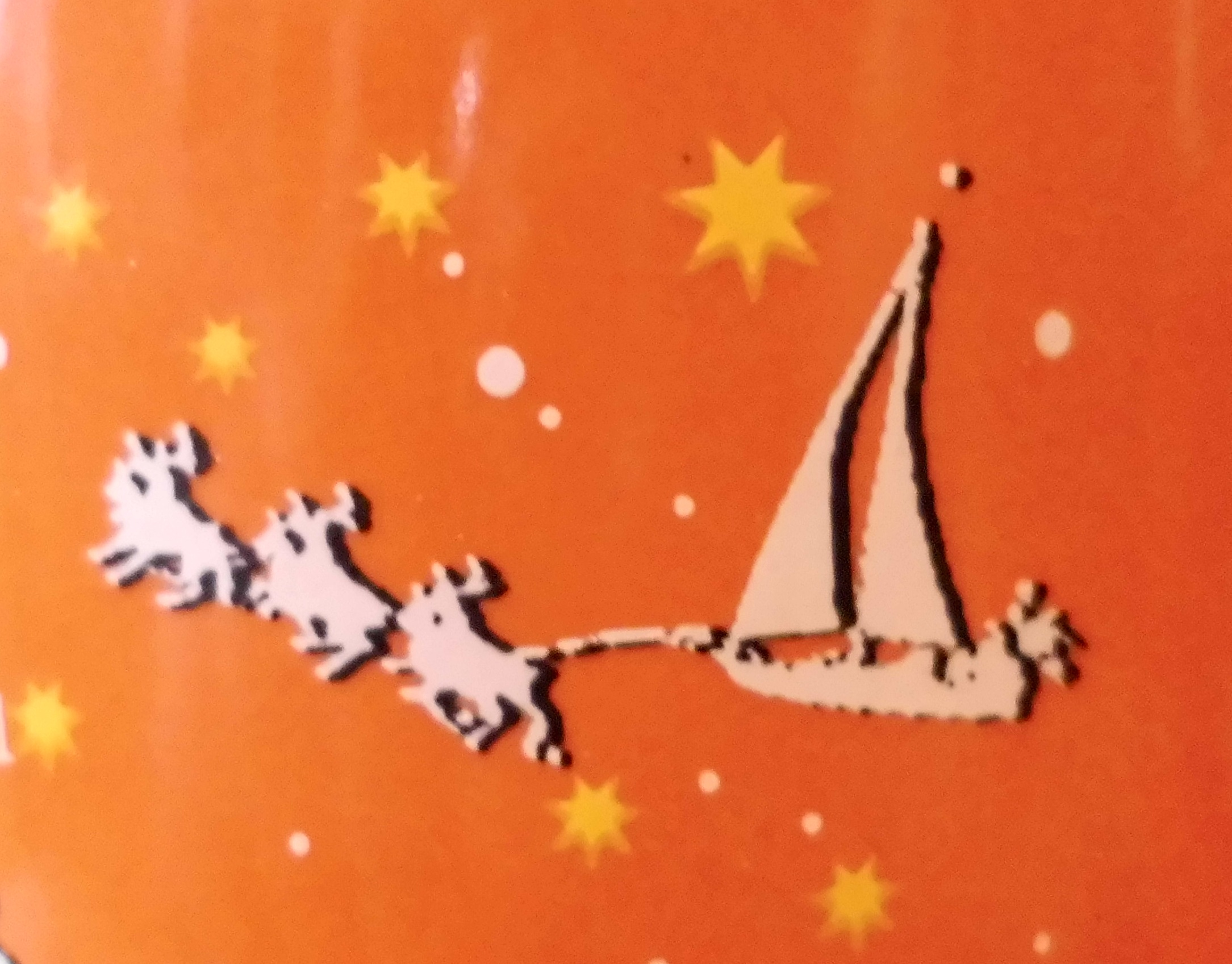
Detail: Das „Segelschiff des Weihnachtsmannes“, hier 2013

Die auf dem Becherrand aufgedruckten Motive waren bis 2017 variierend. Als „Running Gag“ könnte man aber bezeichnen, dass in jedem Jahr das Kieler Rathaus mit dem typischen Rathausturm als Bestandteil des Motivs enthalten ist. Teilweise sind die Motive in Anwendung künstlerischer Freiheit verfremdet; so sind z. B. die Verkaufsbuden auf dem Rathausplatz nie in der dargestellten Form vorhanden gewesen.
Seit 1995 wird das Bechermotiv ergänzt durch weitere Bestandteile, die teilweise durch entsprechende Beschriftungen auch Nicht-Kielern verständlich werden.
Von 2009 bis 2016 fand ein weiteres, wiederkehrendes Motiv Verwendung: ein von einem Rentiergespann „gezogenes“ Segelschiff.

### Liste der Weihnachtsbecher
| Jahr | Beschriftung                                                               | Beschreibung | Bild |
| ---- | -------------------------------------------------------------------------- | --- | ---- |
| 1991 | Kieler Weihnachtsmarkt                                                     | Rathaus (stets dargestellt mit einigen „Verkaufsbuden“)                                                                                        |      |
| 1992 | Kieler Weihnachtsmarkt 1992                                                | Rathaus |      |
| 1993 | Kieler Weihnachtsmarkt 1993                                                | Rathaus |      |
| 1994 | Kieler Weihnachtsmarkt 1994                                                | Rathaus |      |
| 1995 | Kieler Weihnachtsmarkt 1995                                                | Rathaus, HDW-Portalkrane, Museumshafen |      |
| 1996 | Kieler Weihnachtsmarkt 1996 St. Nicolaikirche                              | Nikolaikirche, Museumshafen, Rathaus |      |
| 1997 | Kieler Weihnachtsmarkt 1997 St. Nikolaus-Kirche Rathausstraße              | St. Nikolaus-Kirche, Rathaus |      |
| 1998 | Kieler Weihnachtsmarkt 1998 Universitätskirche Westring                    | Universitätskirche, Rathaus |      |
| 1999 | Kieler Weihnachtsmarkt 1999 zum Jahr 2000 Kieler Kloster Klosterkirchhof   | Kieler Kloster, Rathaus |      |
| 2000 | Kieler Weihnachtsmarkt 2000 50 Jahre Vicelinkirche                         | Vicelin-Kirche, Rathaus |      |
| 2001 | Kieler Weihnachtsmarkt 2001 St.-Heinrich Kirche                            | St.-Heinrich-Kirche, Rathaus |      |
| 2002 | Kieler Weihnachtsmarkt 2002 Paulus- kirche                                 | Pauluskirche, Rathaus |      |
| 2003 | Kieler Weihnachtsmarkt 2003 100 Jahre Ansgar Kirche                        | Ansgarkirche, Rathaus |      |
| 2004 | Kieler Weihnachtsmarkt 2004 Jakobikirche                                   | Jakobikirche, Rathaus |      |
| 2005 | Kieler Weihnachtsmarkt 2005 Altes Rathaus um 1845                          | Rathaus, Historisches Rathaus (1943 zerstört)                                                                                                  |      |
| 2006 | Kieler Weihnachtsmarkt 2006 Alte Universität im Schloßgarten               | Rathaus, Alte Universität (1944 zerstört) |      |
| 2007 | 35. Kieler Weihnachtsmarkt 2007 100 Jahre Petrus-Kirche                    | Rathaus, Petruskirche |      |
| 2008 | 36. Kieler Weihnachtsmarkt 2008 Bethlehem-Kirche                           | Rathaus, Bethlehem-Kirche |      |
| 2009 | 37. Kieler Weihnachtsmarkt 2009 Bethlehem Kirche                           | Rathaus, Bethlehem-Kirche, Segelschiff |      |
| 2010 | 38. Kieler Weihnachtsmarkt 2010 Paul-Gerhardt Kirche                       | Rathaus, Paul-Gerhardt-Kirche, Segelschiff |      |
| 2011 | Kieler Weihnachtsmarkt 2011 100 Jahre Zum Guten Hirten                     | Rathaus, Kirche „Zum guten Hirten“, Segelschiff                                                                                                |      |
| 2012 | 40. Kieler Weihnachtsmarkt 2012 100 Jahre Lutherkirche                     | Rathaus, Lutherkirche, Segelschiff |      |
| 2013 | 41. Kieler Weihnachtsmarkt 2013 St. Gabriel                                | Rathaus, Kirche St. Gabriel, Segelschiff |      |
| 2014 | 42. Kieler Weihnachtsmarkt 2014 Andreaskirche                              | Rathaus, St.-Andreas-Kirche (Kiel-Wellingdorf), Segelschiff                                                                                    |      |
| 2015 | 43. Kieler Weihnachtsmarkt 2015 Uni Kiel – seit 350 Jahren ganz weit oben! | Rathaus, Dienstsiegel der Christian-Albrechts-Universität, Segelschiff                                                                         |      |
| 2016 | 44. Kieler Weihnachtsmarkt 2016 150 Jahre Maria-Magdalenen-Kirche          | Rathaus, Maria-Magdalenen-Kirche, Segelschiff                                                                                                  |      |
| 2017 | Kieler Weihnachtsmarkt Das Original seit 1973                              | Laboer Ehrenmal, Schifffahrtsmuseum, Nikolaikirche, Fernmeldeturm, Opernhaus, Wasserturm, Rathaus, Portalkran, Leuchtturm Holtenau, Gorch Fock |      |

## Kieler Weihnachtsdorf
Seit der Adventszeit 2016 ist mit dem Kieler Weihnachtsdorf eine weitere Verkaufsfläche hinzugekommen. In diesem Jahr wurden erstmals neu konstruierte Holzhütten sowie zwei Schankhäuser auf dem Rathausplatz auf einer Fläche von rund 3000 m² errichtet.
Als besonderes Highlight wird hier das Motiv des oben erwähnten Segelschiffes aufgegriffen: dreimal täglich wird eine Segelkogge samt Rentiergespann und Weihnachtswichteln zum Rathausdach hinaufgezogen.

### Bildergalerie

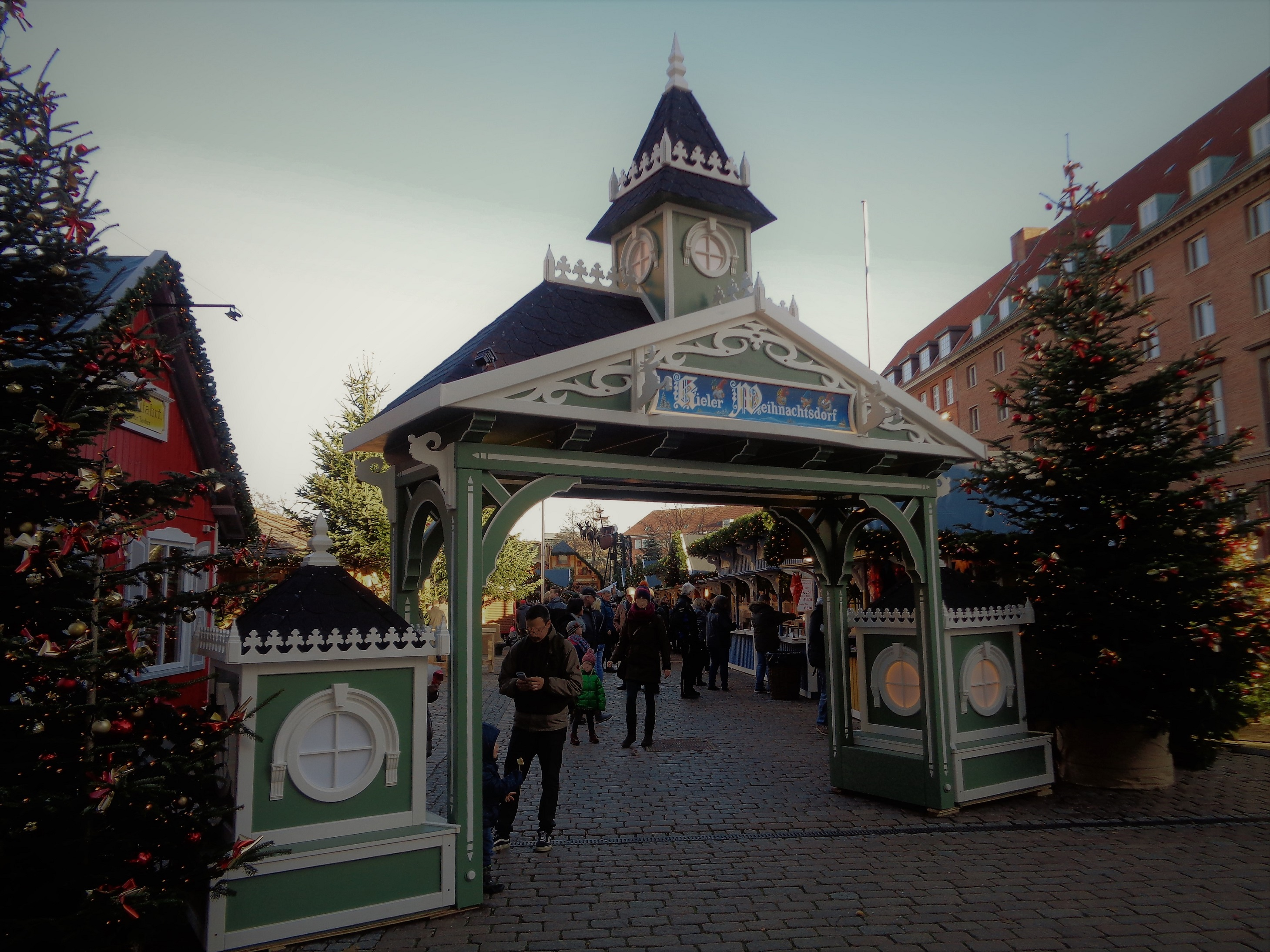
Eingangstor
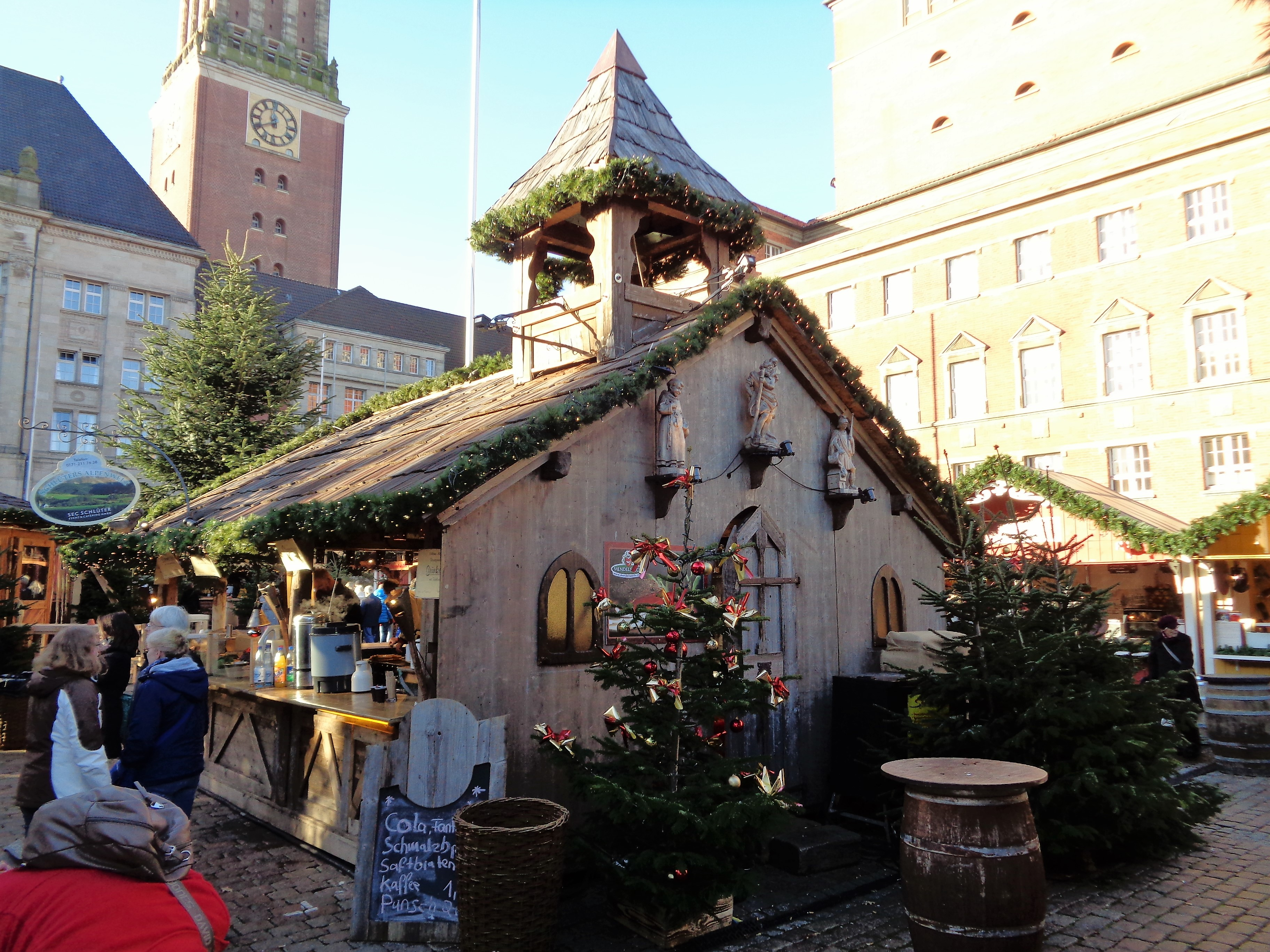
Ausschank
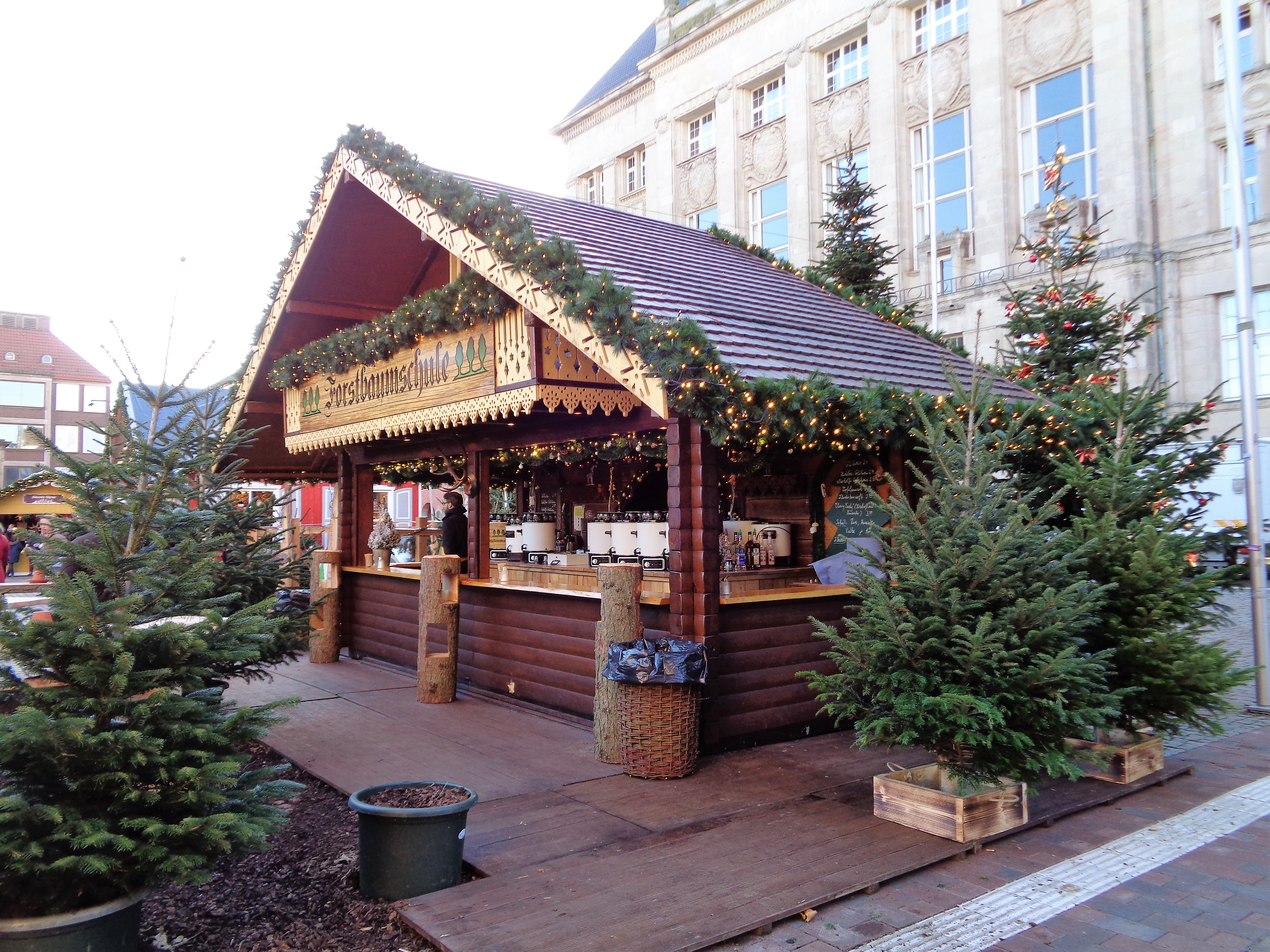
Weihnachtsbaumverkauf
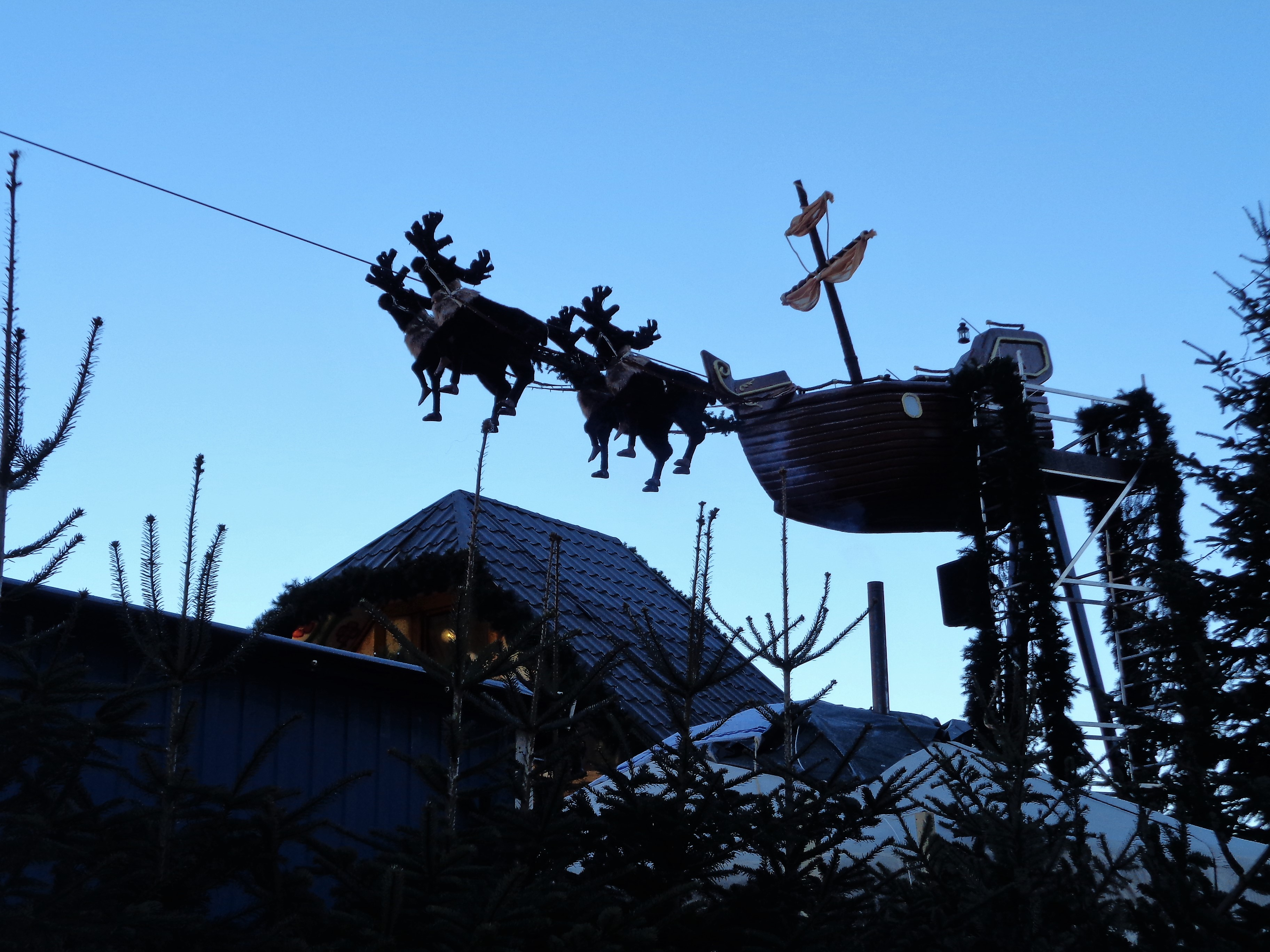
Das „Segelschiff des Weihnachtsmannes“
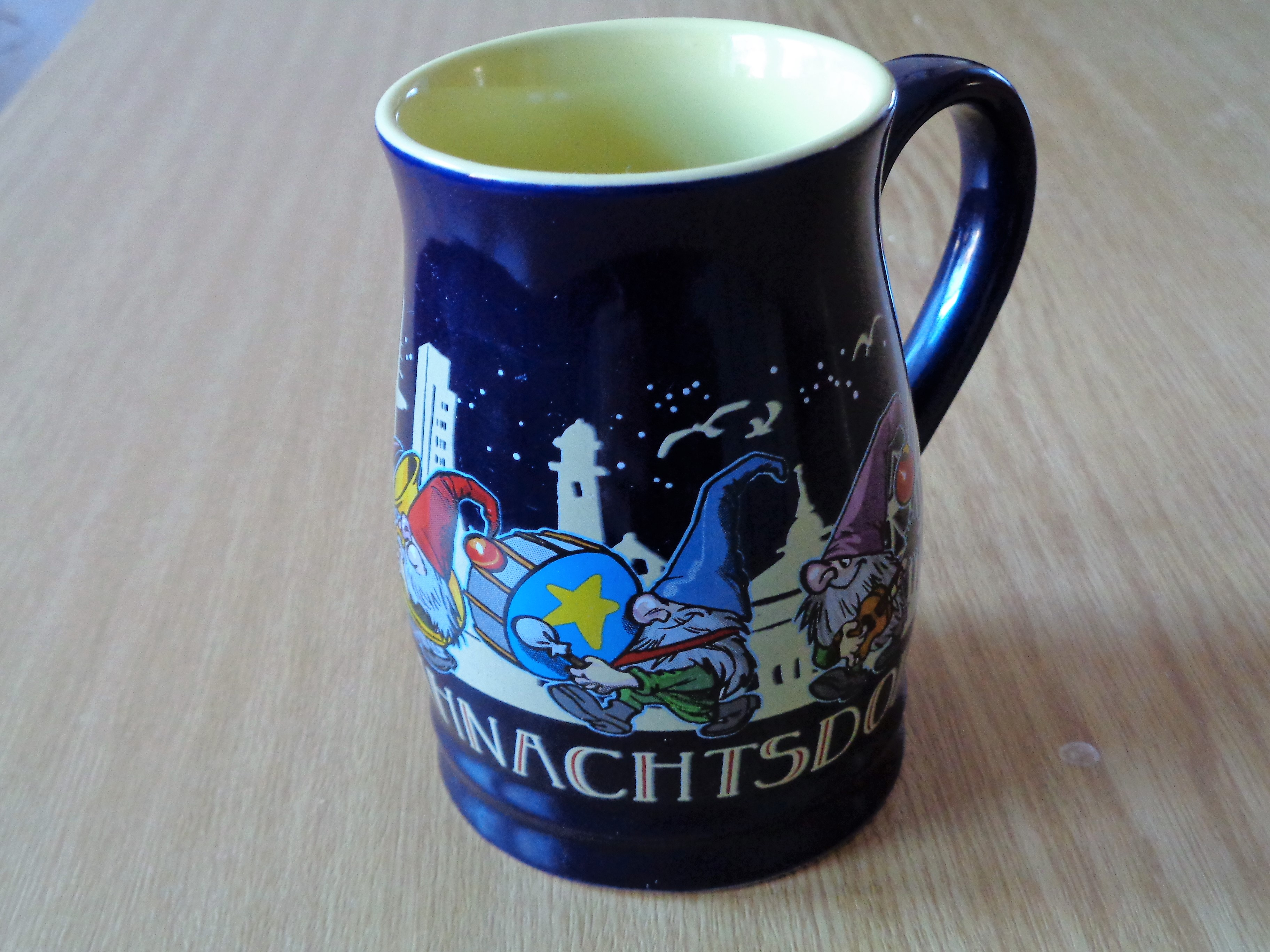
Becher des Weihnachtsdorfes